# Yuan Fan
Yuan Fan (6 de novembro de 1986) é uma futebolista chinesa que atua como defensor.

## Carreira
Yuan Fan integrou o elenco da Seleção Chinesa de Futebol Feminino, nas Olimpíadas de 2008. 